# 1685 en littérature
| Années de la littérature : 1682 - 1683 - 1684 - 1685 - 1686 - 1687 - 1688    |
| Décennies de la littérature : 1650 - 1660 - 1670 - 1680 - 1690 - 1700 - 1710 |

Cet article présente les faits marquants de l'année 1685 en littérature.

## Événements
- 8 janvier : l'Académie de Saumur est supprimée par un arrêt du Conseil du roi[1].
- 22 janvier : Antoine Furetière est exclu de l’Académie française à la suite de la publication de son Essai d’un dictionnaire universel. Son privilège pour la publication de l'ouvrage est supprimé le 9 mars par le Conseil du roi après un procès[2].
- 16 juillet  : l'Idylle sur la Paix, une pastorale écrite par Jean Racine est mise en musique par Lully, est représentée pour la première fois à Sceaux chez le marquis de Seignelay en présence du roi Louis XIV[3].

- Sangyé Gyatso achève la rédaction du traité d'astrologie Béryl Blanc (1683-1685)[4].

## Parutions
- Jean Mabillon, De liturgia gallicana libri III, Paris, Edmond Martin et Jean Boudot, 1685 (présentation en ligne), traité sur la liturgie française.
- Madame de Montpensier, Réflexions sur les huit Beatitudes du sermon de Jesus-Christ sur la montagne, Paris, Lambert Roulland, 1685 (présentation en ligne)
- Pratique de la religion pour les fidèles privés du saint ministère, édité à Genève, ouvrage anonyme attribué à Jean Claude ou à Jean-Armand Dubourdieu[5].
- Lettres galantes du Chevalier d'Her (présentation en ligne), roman de Fontenelle publié sans nom d'auteur.

## Décès
- Vers 1684-1685 : Suzon de Terson, poétesse française (° 1657).